# Гусев, Владимир Кузьмич
Влади́мир Кузьми́ч Гу́сев (19 апреля 1933, Саратов, Нижне-Волжский край — 29 августа 2022, Саратов) — советский и российский государственный и политический деятель. Депутат Совета Союза Верховного Совета СССР 7 и 10—11 созывов (1966—1970 и 1979—1989) от Саратовской области. Член ЦК КПСС (1981—1990) и ЛДПР, депутат Государственной Думы 1—2 созывов, член Совета Федерации (2001—2012).

## Образование
В 1957 году окончил химический факультет Саратовского государственного университета по специальности «химик-технолог». В 1969 году окончил факультет промышленной экономики Саратовского государственного экономического института по специальности «экономист по планированию промышленности».
С 1972 года кандидат экономических наук, затем доктор технических наук.

## Биография
- 1957–1958 — лаборант кафедры физики-химии полимеров и коллоидов Саратовского университета.
- 1959–1975 — на Энгельсском комбинате химического волокна им. Ленинского комсомола: сменный инженер, начальник смены, диспетчер, заместитель начальника центральной лаборатории, главный технолог, главный инженер, директор (с 1970 года). Член КПСС с 1963 года.
- 1975–1976 — первый секретарь Энгельсского горкома КПСС.
- 1976 — второй секретарь Саратовского обкома КПСС.
- 1976–1985 — первый секретарь Саратовского обкома КПСС.
- 1985–1986 — первый заместитель Председателя Совета Министров РСФСР.
- 1986–1990 — заместитель Председателя Совета Министров СССР, Председатель Бюро Совмина СССР по химико-лесному комплексу. Летом 1986 года принимал участие в ликвидации последствий аварии на Чернобыльской АЭС в качестве 5-го председателя правительственной комиссии.
- С 11 июня по 28 августа 1991 — Председатель Государственного комитета СССР по химии и биотехнологиям[6] — Министр СССР[7][8] (и. о. до 26 ноября 1991[9]).
- 1991–1993 — вице-президент научно-производственной корпорации «Промышленник».

Скончался 29 августа 2022 года. Похоронен на Троекуровском кладбище.

## В представительных органах власти
С 1966 по 1970 и с 1979 по 1989 год — депутат Верховного Совета СССР.
В декабре 1993 года избран в Государственную Думу I созыва по общефедеральному округу от ЛДПР. Являлся председателем комитета по промышленности, строительству, транспорту и энергетике, членом фракции ЛДПР. Член ЛДПР.
В октябре 1995 года был включен в качестве кандидата в депутаты Государственной Думы в общефедеральный список избирательного объединения «Либерально-демократическая партия России». В соответствии с результатами голосования по общефедеральному округу вновь был избран депутатом Государственной Думы.
С 2001 по 2012 год — член Совета Федерации (с 2001 года по 2010 год — представитель от администрации Ивановской области, с 28 апреля 2010 года по 24 апреля 2012 года — представитель от исполнительного органа государственной власти Саратовской области).

## Семья
Первая жена — Гусева Людмила Алексеевна (1934–1983). С 1986 года был женат на Гусевой Клавдии Васильевне. Сын — Гусев Александр Владимирович — генеральный директор Судебного департамента при Верховном Суде Российской Федерации. Дочь — Гусева Елена Владимировна. Внучка — Мария. Правнуки — Мария и Фёдор.

## Научная деятельность
Доктор технических наук. Профессор. Тема докторской диссертации — «Модификация полимерных материалов на основе изменения их физико-химических свойств». Автор более 200 научных работ. Последняя книга — «Основы технологии переработки пластмасс» (под редакцией В. Н. Кулезнева и В. К. Гусева) — опубликована в 1995 г. в издательстве «Химия».
Член-корреспондент Российской академии естественных наук. Академик Академии экономических наук и предпринимательской деятельности России.

## Партийность
Состоял в КПСС с 1963 по август 1991 года. Делегат XXIV–XXVIII съездов КПСС. В 1981–1990 годах член ЦК КПСС. С 1993 года был членом ЛДПР. Впоследствии беспартийный.

## Награды
- Орден «За заслуги перед Отечеством» IV степени
- 2 ордена Ленина (1971, 1982)
- Орден Октябрьской революции (1976)
- Орден «Знак Почёта» (1965)
- Орден Мужества (1996)
- 10 медалей, в том числе медаль «В память 850-летия Москвы» (1997), медаль «В память 1000-летия Казани» (2005), медаль Росрезерва «За содействие» (2011)[14]
- Благодарность Президента Российской Федерации (5 апреля 2004) — за активное участие в законотворческой деятельности